# Aninkaistenmäki
Aninkaistenmäki en (français : colline d'Aninkainen) est une colline située dans le quartier VI de Turku en Finlande.

## Présentation
C'est l'une des sept collines de Turku. Aninkaistenmäki est une plaque tournante très fréquentée. 
La rue Aninkaistenkatu est la route d'entrée de la ville, qui va de l'Aurajoki jusqu'à la gare routière de Turku. 
Le pont Aninkaitenstilta est enjambant la voie ferrée fait partie de la route nationale 9.
Le palais des concerts, Puutori, la gare routière, la synagogue et l'Institut professionnel (fi) sont situés sur Aninkaistenmäki.

## Histoire
Le village d'Aninkainen est devenu une partie plus intégrante de Turku en 1414, lorsque le souverain Éric de Poméranie a écrit une lettre aux décideurs de Turku pour construire un pont sur l'Aurajoki, qui aviverait du marché. 
Le pont a probablement été achevé l'année suivante.
Jusqu'au début du XVIIe siècle, le village était presque entièrement agricole.
Lentement, des chalets ont commencé à apparaître sur le site.
La population était pauvre, composée de veuves, de marins, de bergers et de meuniers. 
La population a causé des maux de tête aux autorités à cause du désordre des constructions. 
Sur la base de l'ordre émis en 1653, plusieurs groupes de maisons ont été démolis.
Aninkainen comptait alors environ 150 habitants. 
Au tournant du XIXe siècle, il était de 881 et à la veille du Grand incendie de Turku la population s'élevait à 1 873 habitants.
Le grand incendie de Turku en 1827 a commencé dans une maison en bois située sur Aninkaistenmäki.

## Galerie

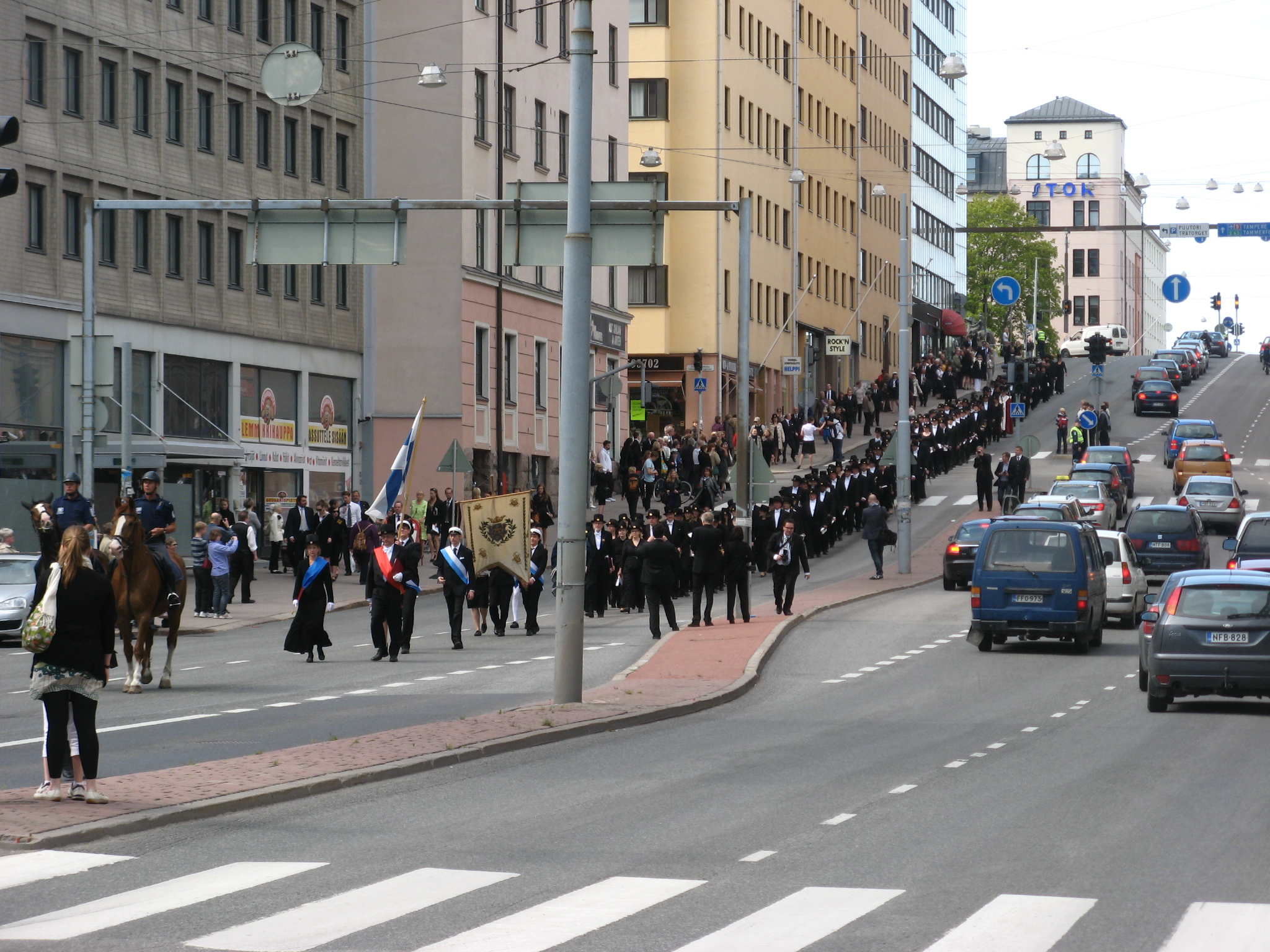
Défilé de l'Académie d'Åbo[4].
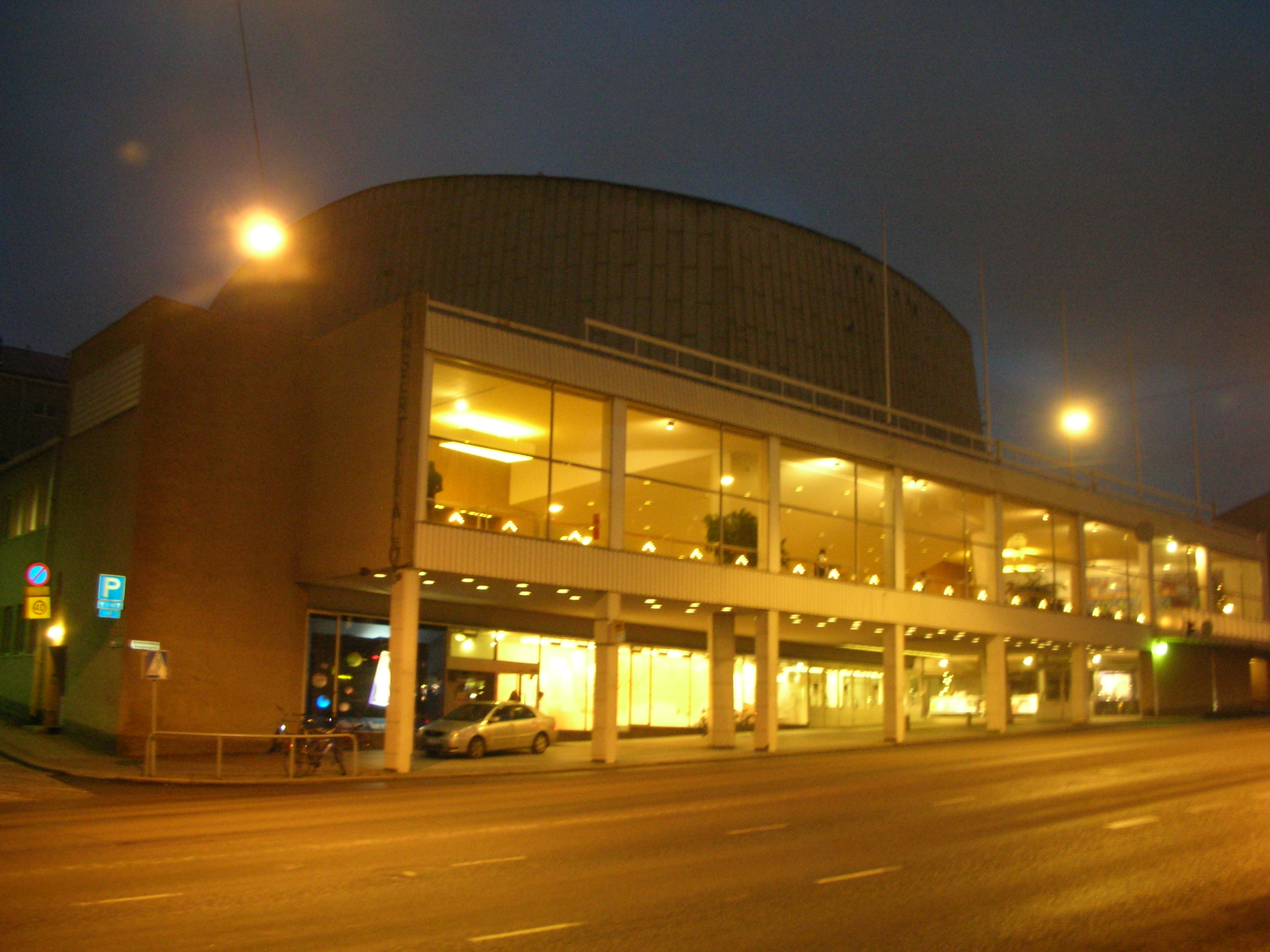
Palais des concerts de Turku.
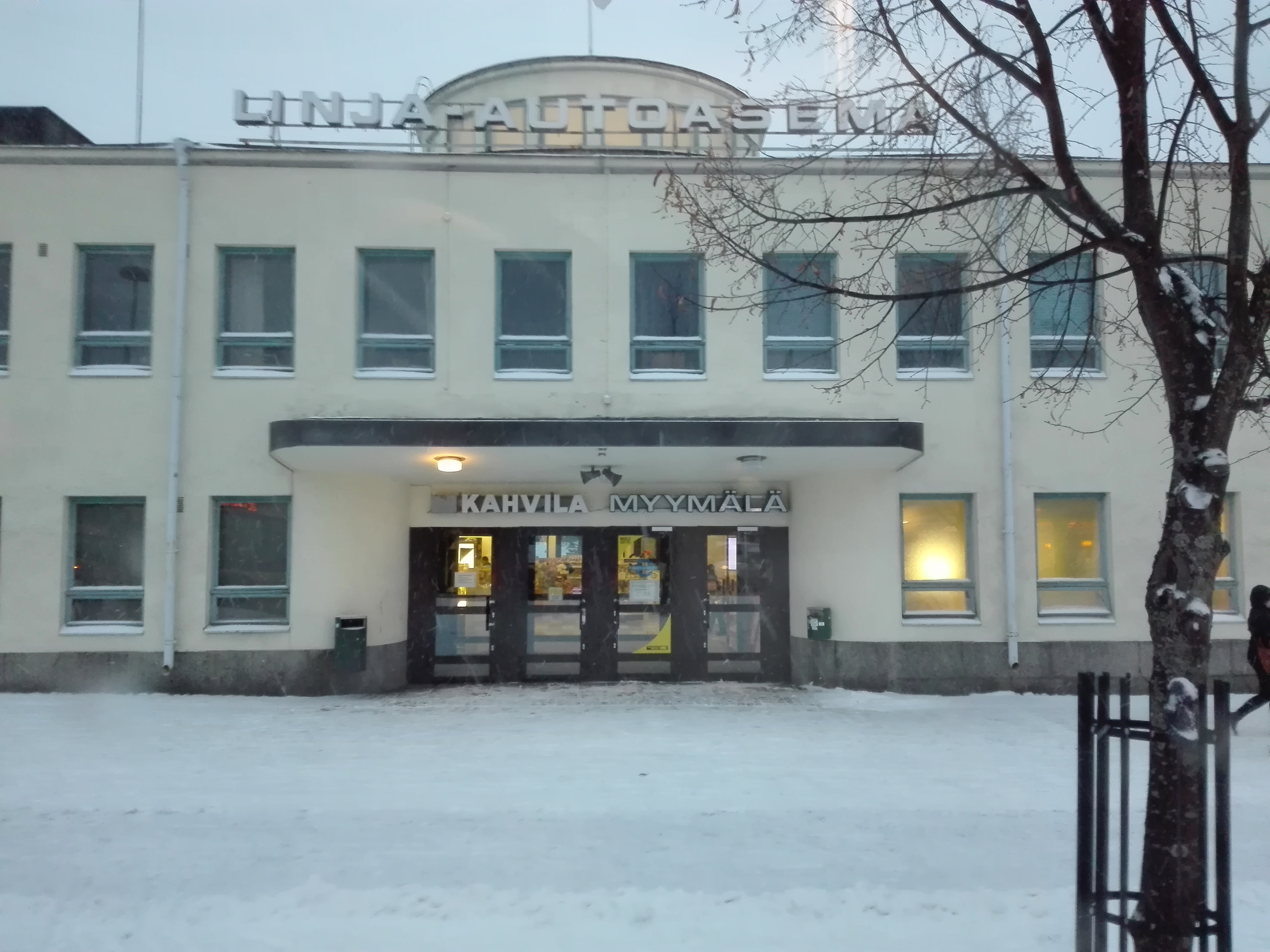
Gare routière.